# Chana Białkowicz

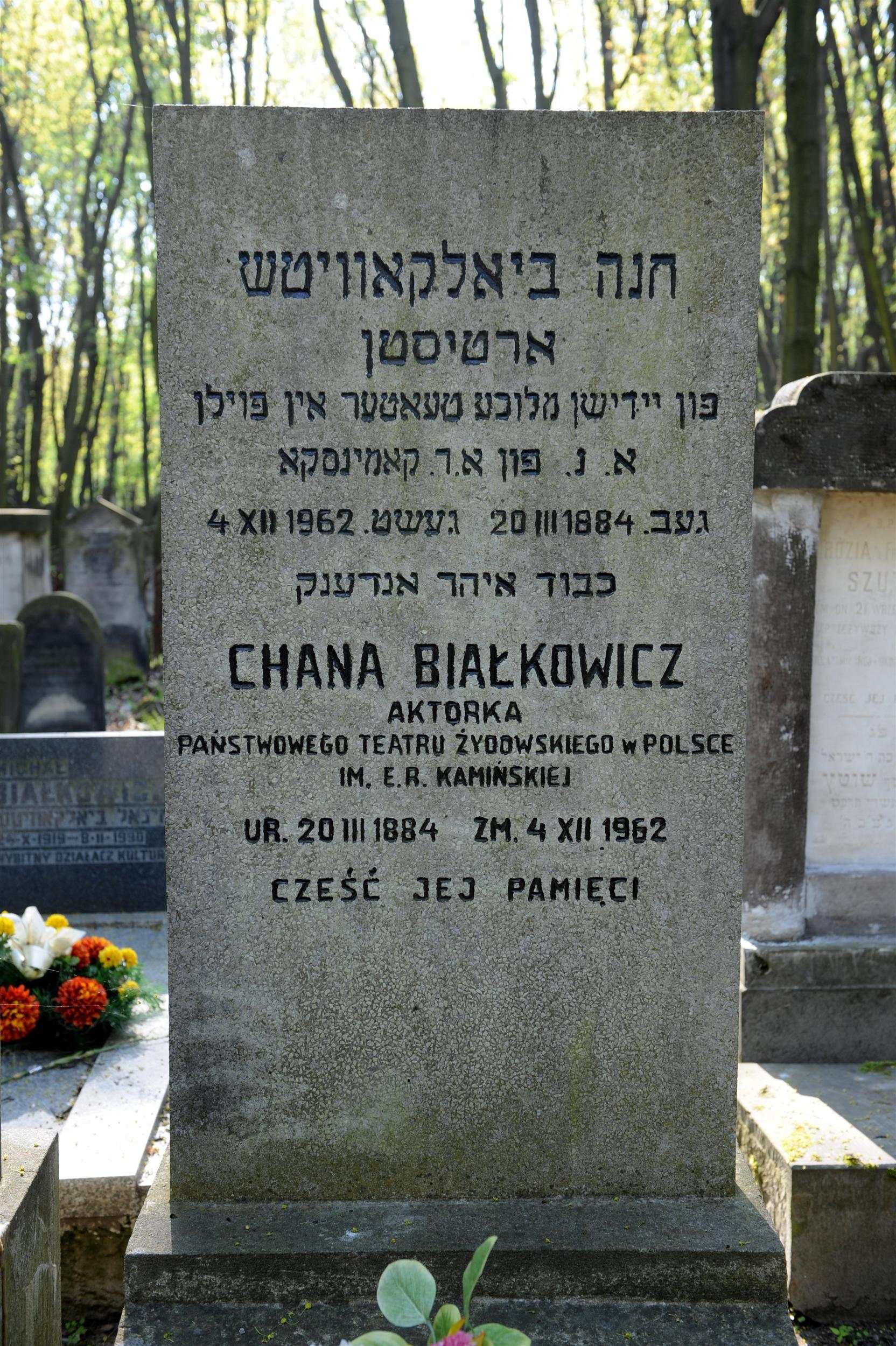
Grób Chany Białkowicz na cmentarzu żydowskim w Warszawie

Chana Białkowicz (jid. חנה ביאַלקאָוויטש; ur. 20 marca 1884, zm. 4 grudnia 1962 w Warszawie) – polska aktorka teatralna żydowskiego pochodzenia, aktorka Teatru Żydowskiego w Łodzi, Dolnośląskiego Teatru Żydowskiego we Wrocławiu i następnie Teatru Żydowskiego w Warszawie.
Pochowana jest na cmentarzu żydowskim przy ulicy Okopowej w Warszawie (kwatera 39, rząd 2). Jej mąż Izrael (1890–1959) i syn Michał (1919–1990), również byli aktorami.

## Kariera teatralna
Teatr Żydowski w Warszawie
- 1958: Sender Blank
- 1957: Dybuk

Dolnośląski Teatr Żydowski we Wrocławiu
- 1955: Młyn
- 1954: Pajęczyna

Teatr Żydowski w Łodzi
- 1953: Dom w getcie
- 1951: W noc zimową...
- 1951: 200.000